# Warner Music Group
Die Warner Music Group Corp. (kurz WMG) ist eine US-amerikanische Holdinggesellschaft, die hauptsächlich in der Musikunterhaltung tätig ist. Sie ist eines der drei weltgrößten Major-Label neben der Universal Music Group und Sony Music. Sie hat ihren Hauptsitz in New York, war bis 2011 an der Börse NYSE gelistet und ist seit 2020 an der NASDAQ gelistet. Die WMG wird von der US-Beteiligungsgesellschaft Access Industries des Milliardärs Len Blavatnik kontrolliert, die 84 % der Aktien und 99 % der Stimmrechte besitzt.
Zur WMG gehört der Musikverlag Warner Chappell Music, dessen Geschichte bis ins Jahr 1929 zurückreicht. Die Warner Music Group Germany Holding GmbH verantwortet das Geschäft für Zentraleuropa (deutschsprachiger Raum und Osteuropa). Ihr Hauptsitz ist Hamburg.

## Geschichte

### Vor 2004
Die Wurzeln der WMG liegen in der Gründung von Warner Bros. Records, als Teil der Warner Bros. Filmstudios, im Jahr 1958. 1970 wurde Warner Music International (WMI) als „WEA International“ gegründet; „WEA“ steht für „Warner-Elektra-Atlantic“. Warner Music International unterhält drei Regionalbüros jeweils für die Regionen Asien/Pazifik, Lateinamerika und Europa und firmiert in mehr als 50 Ländern weltweit.
Die WEA Corp. wurde als gemeinsamer physischer Vertrieb für die Tonträger von Warner Records sowie der übernommenen Labels Elektra und Atlantic gegründet. Außerdem vertrieb WEA Corp. Audio- und Video-Veröffentlichungen u. a. von Rhino Entertainment, Asylum Records, Word Entertainment, Time-Life Music, Warner Music Latina und Curb Records. WEA Corp. galt bei ihrer Gründung als erste große Musikvertriebsgesellschaft außerhalb der USA. Das Geschäft der WEA Corp. ist heutzutage in der Muttergesellschaft WMG aufgegangen.

### Übernahme, Probleme und Umstrukturierung (2004 bis 2008)

Logo (bis 2021)

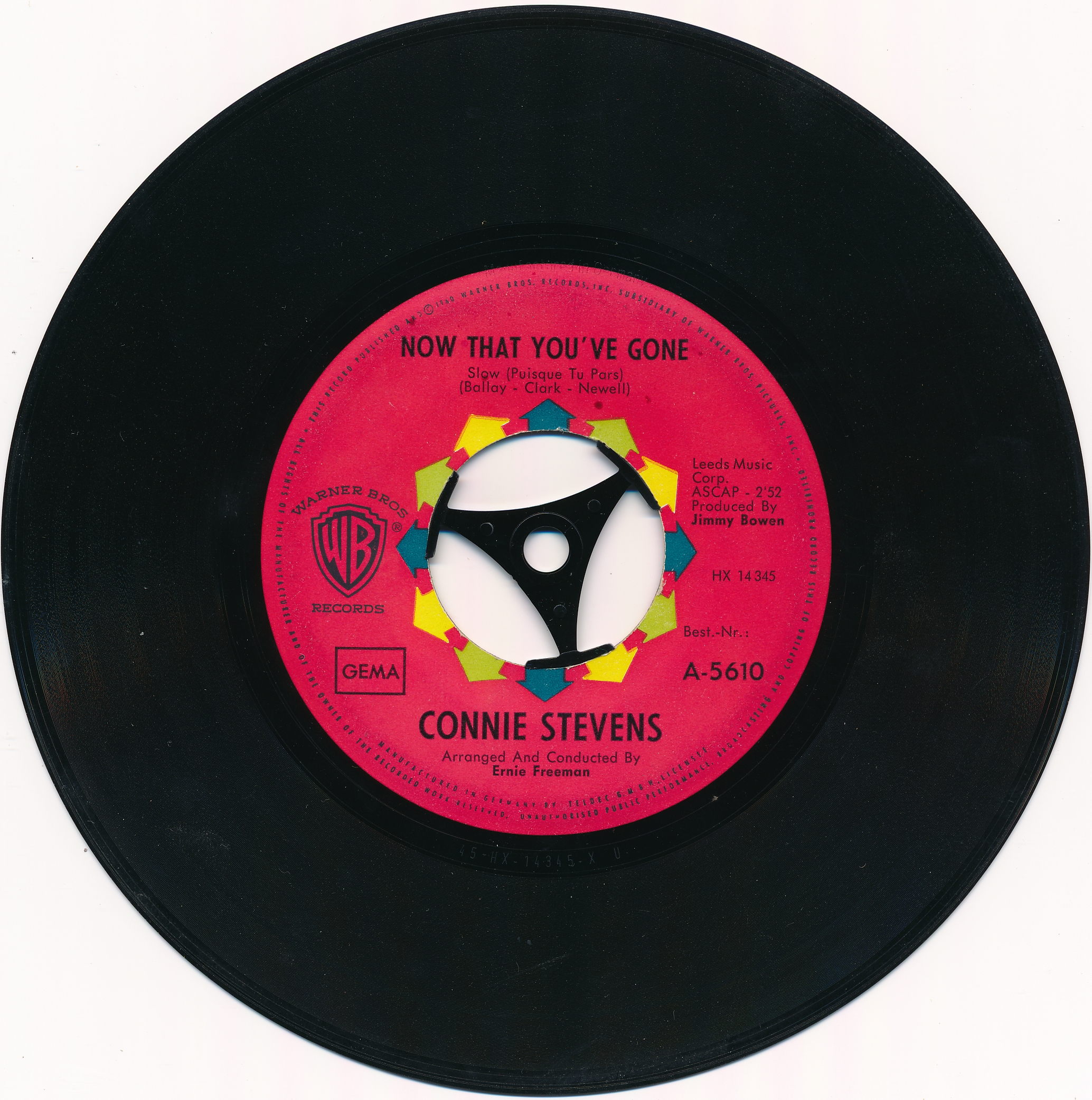
Single-Schallplatte von Warner Brothers Records

Sie wurde am 27. Februar 2004 von der Firma Time Warner an eine Investorengruppe unter der Leitung Edgar Bronfman jun. und mit unter anderem Haim Saban verkauft. Warner Music Publications, ein ehemaliger Teil von Warner/Chappell, wurde 2005 an den Wettbewerber Alfred Publishing veräußert.
Die vergleichsweise geringe Größe von WMG unter den Majors sowie die branchenweiten Gewinneinbrüche im operativen Geschäft sollten zwischenzeitlich durch ein Joint Venture mit BMG kompensiert werden, was aber nicht realisiert wurde. Auch der Wettbewerber EMI hatte Interesse an einem Zusammenschluss, um gemeinsam den Marktanteil am Musikgeschäft zu steigern. Anfang Mai 2006 wies die Warner Music Group jedoch ein Übernahmeangebot von EMI zurück und antwortete selbst mit einem eigenen Übernahmeangebot. Im Zuge der zwischenzeitlichen Ablehnung des Zusammenschlusses von Sony BMG Music Entertainment (heute nur noch Sony Music Entertainment) durch den Europäischen Gerichtshof wurden diese Fusionspläne wieder verworfen.
Warner Music musste um 2008 den Schwund zahlreicher großer Künstler wie beispielsweise Depeche Mode, Nickelback und Madonna verkraften. Es wurde aber versucht, sich mit der Erweiterung des Geschäftsfeldes um neue Bereiche in der fortdauernden Krise zu behaupten. Für den Aufbau eines eigenen Tourgeschäfts setzte Warner Music auf die Verstärkung durch Christian Gerlach.
Wie auch die Wettbewerber (Universal Music, Sony, EMI und der Zusammenschluss diverser Independentlabels namens Merlin) lizenzierte Warner den Repertoirekatalog an Streamingdienstleister wie beispielsweise Spotify. Für den eigenen Digitalvertrieb sicherte sich Warner Music die Mehrheitsbeteiligung an dem deutschen Unternehmen Zebralution, das als direkter Wettbewerber von Finetunes und The Orchard für den Digitalvertrieb von Musik, bislang vornehmlich für Independents, tätig war.
Neben Tourgeschäft und Merchandising war Warner auch im Dienstleistungsgeschäft für Markenartikler und Agenturen aktiv. Durch die Lizenzierung bei Warner Music kamen z. B. ausgewählte Mobiltelefone in 27 Ländern mit vorab gespeicherten Songs von Madonna in den Handel.

### Rechtsstreit mit YouTube  (2009 bis 2010)
WMG befand sich im Rechtsstreit mit der Videoplattform YouTube. Dadurch wurden immer mehr Videos von WMG entfernt oder deren Tonspuren deaktiviert. Dies wurde von den Nutzern von YouTube stark kritisiert.
Genau genommen handelte es sich nicht um einen Rechtsstreit. Vielmehr wurde eine bereits 2006 getroffene Vereinbarung, nach der Musik der WMG auf YouTube verwendet werden darf, Ende 2008 nach gescheiterten Verhandlungen nicht verlängert. Im September 2009 wurde jedoch der Abschluss einer neuen Vereinbarung verkündet. Demnach wäre die Verwendung von Warner-Musik ab Ende 2009 wieder möglich, dafür sollte Warner einen Großteil der Werbeeinnahmen erhalten. Jedoch war bei diesen Pauschalvergütungen an Warner Music noch vollkommen offen und ungeregelt, nach welchem Verteilerschlüssel das Geld an die Künstler überwiesen werden soll.
Unklar war auch, was mit neueren Videos von Künstlern passiert, die ehemals bei WMG unter Vertrag waren, an deren aktuellen Werken WMG aber keine Rechte mehr hat. Da die Sperren nur nach Stichworten geschaltet werden, waren auch diese Videos mitbetroffen.
Obwohl eine Vereinbarung im September 2009 erzielt wurde, kam es im Januar 2010 zur Schließung mindestens eines YouTube-Kanals, der Coversongs enthielt, ironischerweise ein Teilnehmer eines vom Bassisten der Red Hot Chili Peppers ausgerufenen Covervideocontests.

### Erwerb durch Leonard Blavatnik (2011)
Im Mai 2011 erwarb der russischstämmige US-Milliardär Leonard Blavatnik über seine Investmentgesellschaft Access Industries Warner Music für 3,3 Milliarden Dollar.

### Kontroverse um Lizenzgebühren für das LiedJerusalema(2021)
Im Jahr 2021 löste die Warner Music Group einen Shitstorm aus. Sie forderten für die sogenannte Jerusalema-Challenge, bei der Belegschaften von z. B. Krankenhäusern, Unternehmen, Polizeistationen oder Feuerwachen zu dem Song Jerusalema von Master KG getanzt haben, nachträglich Lizenzgebühren.

## Angeschlossene Plattengesellschaften
Zur Warner Music Group gehören folgende Labels:
| - Artery Recordings - Asylum Records - Atlantic Records - Chrysalis Records - DolceRita Recordings - Downbeat Records - EastWest Records - Elektra Records - Fueled by Ramen - Giant Records | - Harder Entertainment - Heiress Records - Lava Records - London Records - Maverick Records - Mökkitie Records - Nonesuch Records - Parlophone - Popsicle Records | - Rare Records - Reprise Records - Rhino Records - Roadrunner Records - Rykodisc - Same Same But Different - Spinnin’ Records - Starwatch Music - Sire Records | - Warner Music Australia - Warner Music Austria - Warner Music Germany - Warner Music Japan - Warner Music Sweden - Warner Music Poland - Warner Records - Word Entertainment - 679 Recordings |

## Musiker (Auswahl)
Die Warner Music Group verfügt über die Verwertungsrechte der Werke vieler Musiker, darunter
- Adel Tawil
- Bebe Rexha
- Ed Sheeran
- Green Day
- Lizzo
- Robin Schulz
- Coldplay
- Capo
- Stormzy
- Rita Ora
- A Boogie wit da Hoodie
- Martin Kohlstedt
- Max Giesinger
- Anne-Marie
- Route 94
- Royal Republic
- Rush
- Lisa und Lena
- Lil Skies
- Cash Cash
- Jennifer Lopez
- Jeff Beck
- Jill Scott
- Para One
- VICTORIA
- Goo Goo Dolls